# Doris Miller
Doris „Dorie“ Miller (12. října 1919, Waco, Texas, USA – 24. listopadu 1943 Butaritari, Gilbertovy ostrovy) byl kuchař námořnictva Spojených států amerických. Patřil mezi první druhoválečné hrdiny z řad Afroameričanů. Dne 7. prosince 1941 se během japonského útoku na Pearl Harbor, navzdory svému chybějícímu výcviku, zapojil do protiletadlové obrany přístavu. Za projevené hrdinství obdržel vysoké vyznamenání Námořní křiž (Navy Cross). Jako první Afroameričan získal tehdejší třetí nejvyšší vyznamenání udělované americkým námořnictvem. Dorie Miller se stal celebritou obdivovanou především černošskými vojáky sloužícími v rasově segregovaných amerických ozbrojených silách. Necelé dva roky po svém vyznamenání Miller zahynul během bitvy o Makin.

## Život

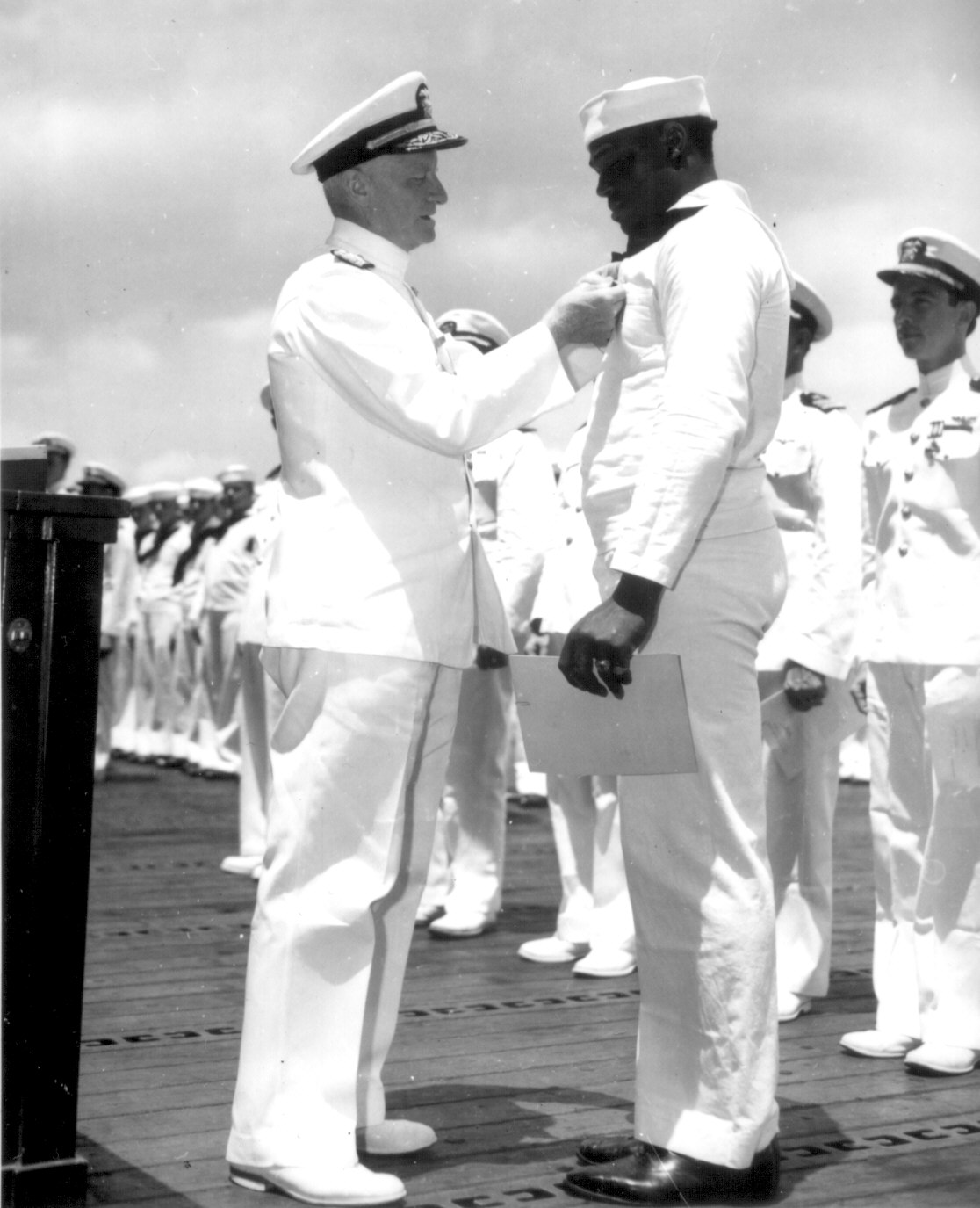
Velitel tichomořského loďstva admirál Chester Nimitz připíná Dorisi Millerovi vysoké vyznamenání Námořní kříž

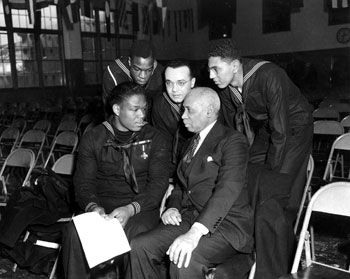
Dorie Miller při setkání s veřejností v roce 1943

Doris Miller se narodil roku 1919 v texaském městě Waco. Jeho rodiči byli Henrietta a Conery Miller. Byl třetím ze čtyř synů a ženské jméno Doris dostal, protože ho po porodu matka omylem považovala za holčičku. Později byl přezdíván Dorie. Vystudoval střední školu Ä. J. Moore High School ve Waco. Ve školním fotbalovém týmu hrál na pozici fullbacka.
Po škole pracoval na otcově farmě, jinou práci hledal obtížně, a proto dne 16. září 1939 narukoval do amerického námořnictva. Americké ozbrojené síly tehdy byly rasově segregovány a černoši byli využíváni pouze v různých pomocných manuálních rolích a se zbraní sloužit nemohli. Po dokončení výcviku na základně v Norfolku nastoupil jako uklízeč na muniční loď USS Pyro, načež 2. ledna 1940 se přesunul na bitevní loď USS West Virginia. Na ní se urostlý (výška 190 cm, hmotnost přes 100 kg) Miller stal lodním boxerským šampionem v těžké váze.
Ráno 7. prosince 1941 West Virginia kotvila na základně Pearl Harbor, kde se stala jedním z cílů japonského útoku. V době vyhlášení poplachu Dorie Miller zrovna třídil prádlo. Protože jeho stanoviště (jeden ze skladů munice) bylo zničeno zásahem torpéda, pokračoval na palubu, kde pomáhal odnášet raněné a následně jej některý důstojník poslal na můstek, aby odnesl smrtelně raněného kapitána Mervyna S. Benniona. Ten však můstek odmítl opustit. Poté se bez ohledu na zvyklosti chopil 12,7mm kulometu, ze kterého do vyčerpání munice střílel po útočících letadlech. Následně se zapojil do evakuace raněných z potápějícího se plavidla (z 1541 členů posádky bitevní lodě West Virginia jich bylo 130 zabito a 52 zraněno). Později vypověděl, že jeden letoun nejspíše sestřelil. Dobový tisk psal, že sestřelil dvě až pět letadel, nebylo to ale potvrzeno.
V lednu 1942 námořnictvo zveřejnilo seznam námořníků navržených na pochvalu za udatnost v boji, přičemž mezi nimi uvedlo jednoho bezejmenného černocha („an unknown Negro sailor“). Že se jednalo o Dorie Millera se dověděli až za další dva měsíce čtenáři černošských novin Pittsburgh Courier. Demokratický senátor James M. Mead navrhl Millera vyznamenal nejvyšším vojenským vyznamenáním Medailí cti, návrh ale nebyl schválen.
V květnu 1942 prezident Roosevelt rozhodl, že Miller bude vyznamenán Námořním křížem. V té době byl Námořní kříž třetím nejvyšším vyznamenáním udělovaným příslušníkům námořnictva, přičemž jeho nositelem do té doby nebyl žádný Američan tmavé pleti. I udělení Námořního kříže někteří z rasových důvodů odmítali. Millera vyznamenal dne 27. května 1942 na palubě letadlové lodě USS Enterprise osobně velitel pacifického loďstva admirál Chester Nimitz. Neopomněl přitom zdůraznit, že Dorie Miller je prvním černošským nositelem tak vysokého vyznamenání. Miller následně absolvoval turné po USA a stal se národní celebritou srovnatelnou s boxerem Joe Louisem. Sám Miller se v této roli příliš dobře necítil a těšil se, až se vrátí na svou loď.
Od 13. prosince 1941 do května 1943 Miller sloužil na těžkém křižníku USS Indianapolis. Poté byl převelen na eskortní letadlovou loď třídy Casablanca USS Liscome Bay. Dne 24. listopadu 1943 Doris Miller zahynul, když tuto loď během bitvy o Makin Liscome Bay poblíž atolu Butaritari potopila jedním torpédem japonská ponorka I-175. Po potopení plavidla byl nějaký čas veden jako nezvěstný. Za padlého byl oficiálně prohlášen 25. listopadu 1944.

## Připomínky

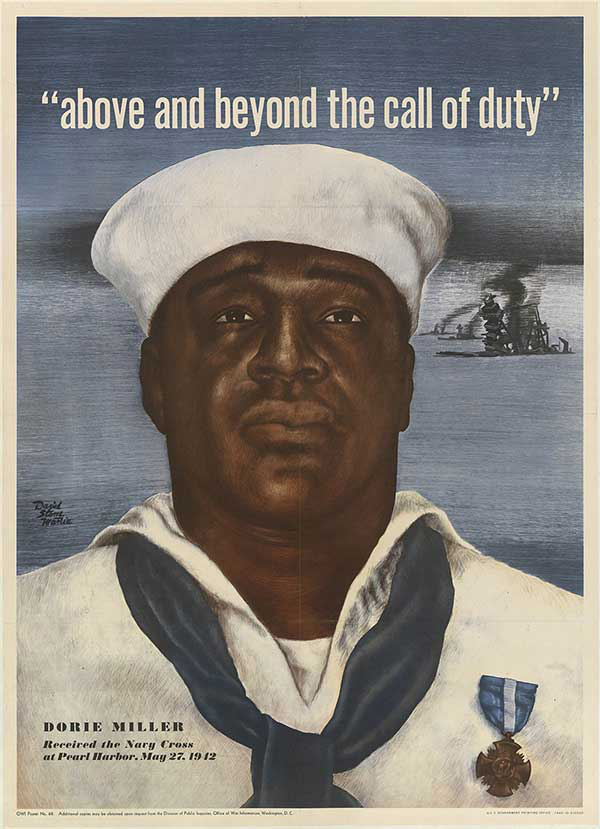
Doris Miller na propagandistickém plakátu

Dne 11. října 1991 byla v Miller Family parku na námořní základně v Pearl Harboru odhalena pamětní deska připomínající Dorie Millera.
Doris Miller je jednou z postav amerického filmu Pearl Harbor (2001). Ve filmu byl jeho představitelem herec Cuba Gooding mladší. V roce 2017 byla ve Waco odhalena jeho socha.
Na počest Dorise Millera byly pojmenovány dvě válečné lodě amerického námořnictva. První byla fregata třídy Knox USS Miller, která byla ve službě v letech 1973–1991. Byla to teprve třetí americká válečná loď pojmenovaná po Afroameričanovi. Druhou je plánovaná letadlová loď USS Doris Miller, která se stane čtvrtou jednotkou třídy Gerald R. Ford. Bude to vůbec první letadlová loď pojmenovaná po Afroameričanovi. Ceremoniál udělení jména tomuto plavidlu proběhl 21. ledna 2020 symbolicky na Den Martina Luthera Kinga, vůdce afroamerického hnutí za občanská práva ve Spojených státech amerických.

## Vyznamenání
Doris Miller byl nositelem následujících vyznamenání:
- Námořní kříž
- Purpurové srdce
- American Defense Service Medal
- Asiatic-Pacific Campaign Medal
- World War II Victory Medal